# مارینسک
شهر مارینسک (به روسی: Мариинск) در کشور روسیه و در اوبلاست کمروو واقع شده‌است.